# Llista d'encapçalaments de matèria en català
La Llista d'encapçalaments de matèria en català (LEMAC) (Lista de encabezados de materia en catalán) es un vocabulario controlado formado por encabezamientos de materia –expresión lingüística (palabra o frase)- que sirven para representar el contenido temático de un documento –un concepto, un acontecimiento, un nombre, un título—susceptibles de ser empleados en un catálogo, en una bibliografía o en un índice.

## Definición y objetivos
El Servei de Normalització Bibliogràfica de la Biblioteca de Catalunya elabora y mantiene la LEMAC que es aplicada por los bibliotecarios catalogadores a los documentos que constituyen la colección de su biblioteca con el propósito de que el usuario pueda localizar los documentos que busca a través de unos puntos de acceso diferentes del autor, del título o del editor de la obra y que, al mismo tiempo,  encuentre agrupados en el catálogo alfabético de materias los encabezamientos que tratan sobre un mismo tema.
La LEMAC fue creada al amparo de la Ley 4/1993 del Sistema Bibliotecari de Catalunya, para «reunir en un único catálogo colectivo la bibliografía de los fondos de las bibliotecas que integran el Sistema Bibliotecari de Catalunya».

## Historia y evolución
La Llista d’encapçalaments de matèria en català tiene su origen en la traducción de la Lista de encabezamientos de materia para bibliotecas, de Carmen Rovira y Jorge Aguayo y en la labor de adaptación que, en un principio, el Institut Català de Bibliografia (1983) y, más adelante, la Biblioteca de Catalunya ha venido realizando a partir del Library of Congress Subject Headings (LCSH), del cual la Lista de encabezamientos… constituía la versión hispanoamericana, y que era  la normativa más empleada a nivel estatal en el momento en que el Servicio de Bibliotecas de la Generalidad de Cataluña decidió encargar su traducción a finales de los ochenta.
La LEMAC también se basa en otras listas de encabezamientos como el Répertoire de vedettes-matière de la Universidad de Laval (Laval RVM), reconocida por la Biblioteca Nacional de Canadá como la normativa aplicable en el ámbito francófono, y, principalmente,  en el  RAMEAU: Répertoire d’autorité matière encyclopédique et alphabétique unifié, que se inspira en la versión canadiense y que es la lista de encabezamientos de materia oficial de Francia.
En diciembre de 1999 la Llista d’encapçalaments de matèria en català (LEMAC) se codificó en formato de datos legibles por ordenador.  En abril de 2002 se hizo accesible vía Internet a  través de la página web de la Biblioteca de Catalunya. Los registros de autoridad de la LEMAC se pueden visualizar tanto en forma de tesauro como codificados en formato MARC 21.

## Boletín de actualizaciones
Gracias a las prestaciones del nuevo sistema informático Milennium, a partir del mes de enero de 2009, se empieza a publicar el Boletín de actualizaciones de LEMAC, con periodicidad mensual, con el que se pretende descubrir una demanda que, hasta ahora, no se había podido satisfacer por falta de personal. 
En este boletín mensual se incluirán los nuevos encabezamientos incorporados en LEMAC durante el mes anterior y los encabezamientos modificados, también el mes anterior, es decir, los encabezamientos registros de los cuales hayan experimentado algún cambio del tipo que se enumera a continuación:
- Encabezamientos substituidos por otro diferente. (En este caso, en el registro figura un 4XX con el subcampo lwnnela).
- Encabezamientos registros de autoridad de los cuales se han ofrecido alguna modificación en el sistema de relaciones. Es decir, se ha añadido o borrado alguna relación de término genérico, término relacionado, empleado para (o referencia de véase) o véase también.
- Encabezamientos registros de los cuales se han ofrecido alguna modificación en la nota de alcance.
- Encabezamientos registros de los cuales se han añadido una subdivisión geográfica que antes no figuraba.
- Las nuevas subdivisiones o las subdivisiones modificadas el mes anterior, las cuales irán ordenadas alfabéticamente con los nuevos encabezamientos o modificados.

No se incluirán en este boletín:
- Los registros a los cuales solo se les haya añadido el campo de la fuente 670 con las equivalencias en inglés y francés: LCSH y RAMEAU, etc.
- Los registros a los cuales solo se les haya añadido el campo 681 de la nota de trazo de ejemplos temáticos.
- Los que solo presenten una modificación de las codificaciones de la cabecera y del campo 008, otro  que la indicación de la subdivisión geográfica.

Podéis consultar las actualizaciones mediante el acceso externo al catálogo de la Biblioteca de Cataluña. Quien lo desee puede pedir información a Contacta. Esta última modalidad de acceso se recomienda a los usuarios que deseen consultar las actualizaciones con una periodicidad menos que la mensual.

## Mantenimiento y actualización
La constante introducción de nuevos encabezamientos de materia y la continua necesidad de revisar y actualizar los encabezamientos procedentes de la traducción de la lista hispanoamericana --que se utilizan por primera vez-- y de adecuarlos a los Library of Congress Subject Headings, así como  la constante modificación del juego de referencias de los encabezamientos previamente autorizados (para ajustarlos a las  políticas actuales de la Library of Congress), hacen que la LEMAC se asemeje a un organismo vivo en  permanente proceso de transformación y  cambio. La actualización del contenido de la base de datos se realiza de forma mensual o bimensual.
En enero de 2009, el Servei de Normalització Bibliogràfica de la Biblioteca de Catalunya comenzó a publicar el Butlletí d’actualitzacions de la LEMAC, que también  tiene una actualización mensual o bimensual. Este boletín incluye la lista de encabezamientos nuevos o modificados  durante el periodo anterior a su publicación.
Con unos recursos inmensamente más modestos que los Library of Congress Subject Headings y, con la intención de aprovechar al máximo la inversión norteamericana, la LEMAC intenta construir una lista enciclopédica, adaptada a las necesidades de los documentos del sistema bibliotecario catalán, cuyo contenido incluya términos no contemplados en la lista norteamericana y que sean el reflejo de la propia identidad cultural.

## Otros catálogos de autoridad
- Catàleg d'autoritats de noms i títols de Catalunya (CANTIC)
- Library of Congress Authorities
- RAMEAU
- Catálogo de autoridades de la Biblioteca Nacional d’Espanya
- Catálogo CSIC Autoridades[7]